# فيصل الخالد
فيصل عبد الرزاق حمد الخالد (1944 - 27 مايو 2024) - وزير التجارة والصناعة الكويتي السابق مُنذ 1986 حتى 1988.

## السيرة الشخصية
ولد بالكويت في مدينة الكويت عام 1944، شغل منصب وزير التجارة والصناعة عام 1986 في الحكومة الكويتية الثالثة عشر في تاريخ دولة الكويت مُنذ الاستقلال عام 1961، والتي تشكّلت في تاريخ 12 يوليو 1986، واستمرت حتى 12 يونيو 1990، عمل في ديوان الموظفين عام 1971 ثم انتقل إلى الصندوق الكويتي للتنمية الاقتصادية العربية، وفي عام 1972، عمل باحثًا اقتصاديًا ثم أصبح مديرًا للعمليات عام 1974، كما عُين نائبًا للمدير العام للعمليات عام 1978 ثم مديرًا عامًا للصندوق الكويتي للتنمية الاقتصادية العربية عام 1981.

## حياته المهنية
- عضوية حاكم دوري لمجموعة البنك الدولي لعام 1981.
- سفيراً دولة الكويت لدى مصر عام 1995.
- تولى عضوية مجلس إدارة البنك المركزي عام 1980.
- عضوية حاكم صندوق الأوبك للتنمية الدولية عام 1981.
- عضوية مجلس إدارة الصندوق العربي للتنمية الاقتصادية والاجتماعية 1981.